# Leucocelis franki
Leucocelis franki är en skalbaggsart som beskrevs av Oliver Erichson Janson 1888. Leucocelis franki ingår i släktet Leucocelis och familjen Cetoniidae. Inga underarter finns listade i Catalogue of Life.